# FU Возничего
FU Возничего (лат. FU Aurigae), HD 38572 — одиночная переменная звезда в созвездии Возничего на расстоянии приблизительно 3056 световых лет (около 937 парсеков) от Солнца. Видимая звёздная величина звезды — от +12,5m до +10,6m.

## Характеристики
FU Возничего — красный гигант, углеродная пульсирующая медленная неправильная переменная звезда (LB) спектрального класса C7,2(N0) или C-N6:. Радиус — около 129,47 солнечных, светимость — около 2369,122 солнечных. Эффективная температура — около 3539 К.